# Pace cartaginese
L'espressione Pace cartaginese è una polirematica, che indica una pace raggiunta attraverso l'imposizione di condizioni particolarmente dure e umilianti da parte dei vincitori.

## Origine
L'origine di questo termine è da attribuire alle condizioni imposte dalla Repubblica romana a Cartagine al termine della seconda guerra punica. Ai punici fu infatti imposta un'indennità di guerra di 10.000 talenti, la loro marina fu ridotta a 10 triremi, appena sufficienti per frenare i pirati e fu loro vietato di prendere le armi senza il permesso dei Romani. Alla fine della Terza guerra punica, i Romani bruciarono sistematicamente Cartagine e ridussero in schiavitù la sua popolazione.

## Uso moderno
L'espressione fu popolarizzata nella prima parte del XX secolo dal successo del libro Le conseguenze economiche della pace dell'economista britannico John Maynard Keynes. L'uso moderno del termine è spesso esteso a qualsiasi accordo di pace, in cui i termini di pace siano eccessivamente rigidi e progettati per accentuare e perpetuare l'inferiorità del perdente. Così, dopo la prima guerra mondiale, molti descrissero il trattato di Versailles come una "pace cartaginese".
Il Piano Morgenthau, presentato da Henry Morgenthau Jr. alla fine della seconda guerra mondiale, è stato anche descritto come una pace cartaginese, in quanto sosteneva la deindustrializzazione della Germania. Era destinato a frenare severamente l'influenza del potere tedesco nella regione e ad impedire la sua rimilitarizzazione, come era accaduto dopo la prima guerra mondiale (cfr. rimilitarizzazione della Renania). Il Piano Morgenthau fu abbandonato a favore del Piano Marshall (1948-1952), che comportò la ricostruzione delle infrastrutture dell'Europa occidentale, in particolare nella Germania occidentale.
Il generale Lucius D. Clay, vicecomandante del generale Dwight D. Eisenhower e, nel 1945, governatore militare della zona di occupazione statunitense in Germania, avrebbe in seguito osservato che "non c'era alcun dubbio che la direttiva di occupazione degli Stati Uniti d'America (JCS 1067) contemplasse la pace cartaginese che dominava le nostre operazioni in Germania durante i primi mesi di occupazione, mentre gli Stati Uniti seguivano il Piano Morgenthau". Clay in seguito sostituì Eisenhower come governatore e come comandante in capo delle truppe americane in Europa. Il Piano Marshall fu favorito perché prevedeva una rinascita dell'economia della Germania Occidentale, considerata necessaria per la ripresa dell'economia europea. La Germania occidentale era infatti considerata un baluardo chiave nei confronti del blocco orientale.